# Neosephena novara
Neosephena novara är en insektsart som beskrevs av Medler 2000. Neosephena novara ingår i släktet Neosephena och familjen Flatidae. Inga underarter finns listade i Catalogue of Life.